# Lingula reevei
Lingula reevei är en armfotingsart som beskrevs av Davidson 1880. Lingula reevei ingår i släktet Lingula och familjen Lingulidae. Inga underarter finns listade i Catalogue of Life.